# Movistar Open 2011
Il Movistar Open 2011 è stato un torneo di tennis giocato sulla terra rossa nella categoria ATP World Tour 250 series nell'ambito dell'ATP World Tour 2011. È stata la 18ª edizione del Movistar Open. Si è disputato a Santiago in Cile dal 31 gennaio al 6 febbraio 2011.

## Partecipanti

### Teste di serie
| Nazionalità | Atleta             | Ranking* | Testa di serie |
| ----------- | ------------------ | -------- | -------------- |
| Argentina   | David Nalbandian   | 21       | 1              |
| Argentina   | Juan Mónaco        | 28       | 2              |
| Brasile     | Thomaz Bellucci    | 30       | 3              |
| Argentina   | Juan Ignacio Chela | 39       | 4              |
| Italia      | Potito Starace     | 48       | 5              |
| Spagna      | Tommy Robredo      | 52       | 6              |
| Italia      | Fabio Fognini      | 58       | 7              |
| Colombia    | Santiago Giraldo   | 59       | 8              |

* Ranking al 17 gennaio 2010.

### Altri partecipanti
Giocatori che hanno ricevuto la wild card nel tabellone principale:
- Paul Capdeville
- Nicolás Massú
- Felipe Rios

Giocatori passati dalle qualificazioni:

- Ricardo Hocevar
- Jorge Aguilar
- Caio Zampieri
- Facundo Bagnis

## Campioni

### Singolare
Tommy Robredo ha sconfitto in finale  Santiago Giraldo per 6-2, 2-6, 7–6(5)
- È il decimo titolo in carriera per Robredo, il primo dal 2009.

### Doppio
Marcelo Melo /  Bruno Soares hanno battuto in finale  Łukasz Kubot /  Oliver Marach per 6-3, 7–6(3)